# Zappy Zooks
Zappy Zooks is een computerspel dat werd ontwikkeld door Kevin Irving en uitgegeven door Romik Software. Het spel werd in 1983 uitgebracht voor de Commodore 64. Het spel is een Pac-Man-kloon.

## Ontvangst
| Beoordeeld door | Jaar | Score |
| --------------- | ---- | ----- |
| Commodore User  | 1984 | 60%   |